# Richard Huelsenbeck
Richard Huelsenbeck (Frankenau, Alemanha, 23 de abril de 1892 - Minusio, Suíça, 30 de abril de 1974) foi um poeta, escritor de relatos de viagens, baterista, médico e psicanalista alemão, participante do grupo fundador do Dadaísmo que atuou no Cabaret Voltaire de Zurique, onde praticou a poesia simultaneísta.

## Biografia
Quando, a partir de 1917 o grupo dadaísta da Suíça começa a se dispersar, Huelsenbeck estabelece o Movimento Dadaísta com George Grosz e Raoul Hausmann em Berlim, onde fundará o "Clube Dada", trazendo à Alemanha uma forma de Dadaísmo que adquire um caráter mais marcadamente político, aproximado do radicalismo espartaquista. Em 1918 Huelsenbeck faz o primeiro discurso Dadá na Alemanha e, pouco depois, elaborando o primeiro manifesto dadaísta daquele país, passa a promover com o poeta Raoul Hausmann declarações contundentes e novos manifestos, bem como conferências itinerantes pela Alemanha. O radicalismo do Dadaísmo alemão de Huelsenbeck se volta contra a República de Weimar e também, contra os movimentos de vanguarda que o precederam (Cubismo, Expressionismo e Futurismo).
Como outros dadaístas, sua arte foi declarada bolchevista e o poeta teve que exilar-se da Alemanha, posteriormente, quando o Nazismo ascendeu ao poder.

## Trabalhos

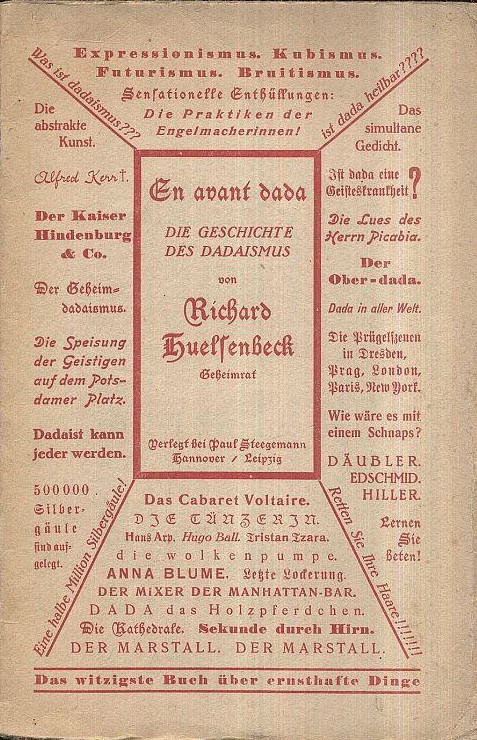
Capa para En avant Dada. A História do Dadaísmo (1920)

- Schalaben schalabai schalamezomai. Zürich: Collection Dada, 1916.
- Phantastische Gebete. Zürich: Collection Dada, 1916.
- Azteken oder die Knallbude. Eine militärische Novelle. Berlim: Reuß und Pollak, 1918.
- Verwandlungen. Munique: Roland, 1918.
- Dada Almanach. Berlim: Reiss, 1920 (Herausgeber).
- En avant Dada. Die Geschichte des Dadaismus. Paul Steegemann, Hannover e Leipzig 1920.
- Dada siegt! Eine Bilanz des Dadaismus. Berlim: Malik, 1920.
- Deutschland muß untergehen! Erinnerungen eines alten dadaistischen Revolutionärs. Berlim: Malik, 1920.
- Doctor Billig am Ende. München: Wolff, 1921.
- Afrika in Sicht. Ein Reisebericht über fremde Länder und abenteuerliche Menschen. Dresden: Jess, 1928.
- Der Sprung nach Osten. Bericht einer Frachtdampferfahrt nach Japan, China und Indien. Dresden: Jess, 1928.
- China frißt Menschen. Zürich/Leipzig: Orell Füssli, 1930.
- com Günter Weisenborn: Warum lacht Frau Balsam?. Berlim: S. Fischer, 1932.
- Der Traum vom großen Glück. Berlin: S. Fischer, 1933.
- Die Newyorker Kantaten. Cantates New-Yorkaises. Paris/Nova York: Berggruen, 1952.
- Die Antwort der Tiefe. Wiesbaden: Limes, 1954.
- Mit Witz, Licht und Grütze. Auf den Spuren des Dadaismus. Wiesbaden: Limes, 1957.
- com Hans Arp e Tristan Tzara: Dada. Die Geburt des Dada. Dichtung und Chronik der Gründer. Zürich: Arche, 1957.
- Sexualität und Persönlichkeit. Entwicklung und Bedeutung mentaler Heilmethoden. Frankfurt am Main: Ullstein, 1959.
- Dada. Eine literarische Dokumentation. Reinbek bei Hamburg: Rowohlt, 1964 (Herausgeber).
- Memoirs of a Dada Drummer. Edited by Hans J. Kleinschmidt. New York: The Viking Press, 1974
- Reise bis ans Ende der Freiheit. Autobiographische Fragmente. Aus dem Nachlass hrsg. von Ulrich Karthaus und Horst Krüger. Heidelberg: Lambert Schneider, 1984. ISBN 3-7953-0228-5
- Die Sonne von Black-Point. Ein Liebesroman aus den Tropen. Hrsg. von Herbert Kapfer und Lisbeth Exner. München: Belleville, 1996. ISBN 3-923646-45-3
- Karl Riha (Hrsg.)  Richard-Huelsenbeck-Lesebuch, Aisthesis Bielefeld, 2008 ISBN 978-3-89528-673-5
- Dada-Logik 1913-1972. Hrsg. von Herbert Kapfer. München: Belleville, 2012. ISBN 978-3-943157-05-5